# All-Ireland Senior Football Championship 1921
L'All-Ireland Senior Football Championship 1921 fu l'edizione numero 35 del principale torneo di calcio gaelico irlandese. Dublino batté in finale Mayo ottenendo il dodicesimo trionfo della sua storia. I tornei provinciali si disputarono nel 1921, la fase finale nel 1922, la finale nel 1923.

## All-Ireland Series
Il Munster Senior Football Championship non fu disputato per la guerra civile irlandese e quindi fu scelta Tipperary come rappresentante, che comunque rinunciò alla partita, permettendo a Mayo di andare in finale.

## Semifinali
| Dundalk 18 giugno 1922 | Dublino | 2-08 – 2-02 | Monaghan |  |

| Dublino 1922 | Mayo | Vittoria – Rinuncia | Tipperary | Croke Park |

### Finale
| Dublino 17 giugno 1923 | Dublino | 1-09 – 0-02 | Mayo | Croke Park (16000 spett.) |